# Annales regni Francorum
Pour les articles homonymes, voir Annales (homonymie).
Les Annales regni Francorum (« Annales du royaume des Francs » ; en allemand Reichsannalen, « Annales impériales »), appelées autrefois Annales Laurissenses Majores (Grandes Annales de Lorsch) et plus tard parfois annales nazariennes ; du nom de l'abbaye de Lorsch où fut découvert au XVIe siècle le premier manuscrit connu, sont un ouvrage historique rédigé dans le cadre de la monarchie carolingienne, rapportant année après année les événements survenus entre l'an 741 (mort de Charles Martel) et l'an 829 (début de la crise du règne de Louis le Pieux).

## Élaboration
L'élaboration de ces annales, qui ont sûrement eu plusieurs auteurs successifs, a fait l'objet depuis deux ou trois siècles de débats très nourris qui sont loin d'être clos. On dispose d'une compilation existant en versions un peu différentes, et de nombreux scénarios ont été proposés pour sa mise au point.
Il y a un petit nombre de faits sur lesquels tout le monde s'accorde à peu près : que la section 741-788 a été écrite d'un seul jet, à partir de sources en grande partie connues, par un lettré ou scribe de la cour de Charlemagne, peut-être de la chancellerie ; la suite est faite de continuations ajoutées progressivement ; à la fin, la section 820-829 est également attribuée unanimement à une même plume, peut-être celle d'Hilduin de Saint-Denis, alors archichapelain du palais de Louis le Pieux. Entre les deux, on remarque que la section 789-795 donne des informations plus maigres. Entre 796 et 820, divers découpages ont été proposés. Au-delà des noms divers avancés, l'essentiel est que l'ensemble est une production de la cour de Charlemagne et de Louis le Pieux, comme l'a fermement établi au milieu du XIXe siècle l'historien Leopold von Ranke (qui a imposé le titre Annales regni Francorum).
Certains manuscrits donnent une version remaniée du début jusqu'en 801 : stylistiquement (l'autre version, en mauvais latin, a parfois été appelée « Annales plébéiennes »), et en enrichissant le texte de détails et d'observations. On trouve aussi des remaniements stylistiques entre 802 et 812. Cette autre version plus élaborée sur toute la première partie a longtemps été attribuée à Éginhard (Annales qui dicuntur Einhardi), depuis André Duchesne et Jean Mabillon notamment, à cause de rapprochements avec la Vita Karoli, et du témoignage du moine Odilon de Saint-Médard (début du Xe siècle), qui parle des « Annales d'Agenhard ». De nos jours, on ne croit plus guère qu'il en soit l'auteur.
Ces annales « officielles » ont eu deux prolongements :
- les Annales de Fulda (Annales Fuldenses) pour le royaume de Francie orientale, qui poursuivent la recension des événements jusqu'en l'an 902,
- les Annales de Saint-Bertin (Annales Bertiniani) pour le royaume de Francie occidentale, qui poursuivent la recension des événements jusqu'en l'an 882.

## Les manuscrits et les différentes versions
Les manuscrits de la version non remaniée se divisent en quatre classes : la classe A (un texte 741-788) n'est plus représentée que par l'édition imprimée d'Henri Canisius, car son manuscrit a disparu ; la classe B a un texte 741-813 ; la classe C a un texte 741-829, certaines informations des années 773 et 776 sont données dans un autre ordre (par intégration de notes marginales sans doute), et il est question pour 828 d'une pluie de froment dans la région d'Agen qui n'est mentionnée que là (l'archétype de cette classe C a été établi en 830, et les Annales de Saint-Bertin ont été écrites à la suite, comme continuation) ; la classe D diffère des autres en ce qu'elle mentionne en 785 la conjuration du comte Hardrade et en 792 celle de Pépin le Bossu.
La version remaniée (Annales qui dicuntur Einhardi) est connue par une dizaine de manuscrits, et figure presque toujours à la suite de la Vita Karoli d'Éginhard.

## Contenu
L'histoire des règnes concernés est rapportée de façon assez sommaire, comme c'est généralement le cas dans l'écriture annalistique. Ainsi, pour l'année 772, ces annales évoquent une assemblée tenue à Worms, puis une expédition en Saxe, la prise du fort saxon d'Eresburg et la destruction du sanctuaire d'Irminsul, puis le fait que Charlemagne fête Noël à Herstal. Les Annales qui dicuntur Einhardi ajoutent au début la mort du pape Étienne III et l'avènement d'Adrien Ier.
On peut interpréter ces annales comme un instrument aux mains des souverains francs, pour justifier leurs décisions politiques et militaires. En effet, les Annales regni Francorum ont servi plus d'une fois[réf. nécessaire] à fonder des revendications mal assurées, en fournissant un argument de casus belli.
Malgré leur fidélité douteuse aux événements, ces annales forment l'une des sources écrites majeures du Haut Moyen Âge et un objet d'étude central de l'histoire médiévale.

## Les éditions et traductions

### Époque moderne
Les Annales qui dicuntur Einhardi ont été publiés pour la première fois, avec la Vita Karoli d'Éginhard, par le comte Hermann de Neuenahr, en latin Nuenarius, prévôt des chapitres de Cologne et d'Aix-la-Chapelle, chancelier de l'Université de Cologne (Cologne, 1521).
L'autre version (en fait le texte non remanié de la section 741-788), fournie par un manuscrit de l'abbaye de Lorsch (aujourd'hui perdu), a été éditée en 1603 à Ingolstadt par Henri Canisius, dans le tome III de ses Antiquæ lectiones, sous le titre d'Annales Laurissenses Majores.

### Époque contemporaine

#### Texte latin
La consultation du catalogue SUDOC semble indiquer que les ARF n'ont été éditées en latin que par des chercheurs allemands, à la fin du XIXe siècle et au cours du XXe : 
- Friedrich Kurze et Georg Friedrich Pertz (éditeurs), Annales regni Francorum inde ab a. 741 usque ad a. 829, qui dicuntur Annales Laurissenses maiores et Einhardi[n 3], Hahnsche Buchhandlung, coll. « Scriptores rerum germanicarum in usum scholarum », Hanovre, 1895 (réimprimé en 1950 par la même maison d'édition), XX + 204 p., in-octavo  (ISBN 3-77525-068-9) [SUDOC notices 17 et 10). Texte des deux annales en vis-à-vis.
- Reinhold Rau (éditeur), Annales regni Francorum, dans Quellen zur karolingischen Reichsgeschichte, Teil 1 (Ausgewählte Quellen zur deutschen Geschichte des Mittelalters, FSGA, vol. 5), Wissenschaftliche Buchgesellschaft, Darmstadt, 1955 (réimprimé en 1974, 1987), p. 9–155. Traduction allemande en vis-à-vis. [SUDOC notice 6]
- Quellensammlung zur mittelalterlichen Geschichte, dans Fontes medii aevi, éd. Bogon Mueller Pentzel, Berlin, 1998, 1 CD-ROM.  (ISBN 3-98064-270-4)[5]

#### Traductions en français
Une traduction en français a été réalisée au XIXe siècle et a été récemment rééditée (au moins partiellement).
- Yves Germain et Eric de Bussac (éditeurs), Annales de Pépin le Bref et Charlemagne (741-814), traduction de François Guizot, Paléo, Clermont-Ferrand, 2010, 114 pp. [ (ISBN 978-2-84909-582-9)].

#### Sur le net
Texte latin
- Annales Regni Francorum (The Latin Library)
- Annales regni Francorum (Monumenta Germaniæ Historica)

- (de) Cet article est partiellement ou en totalité issu de l’article de Wikipédia en allemand intitulé « Annales regni Francorum » (voir la liste des auteurs).